# Beorhtric
Beorhtric (zm. 802) – król Wessexu od 786 do 802 roku.

## Życiorys
Beorhtric był bliskim sojusznikiem Offy, króla Mercji. W 789 roku poślubił Eadburgę, jedną z córek Offy. W czasie rządów Beorhtrika, w 793 roku doszło do pierwszych najazdów wikingów na Anglię. Po śmierci Offy w 796 roku, władza Mercji nad Anglią słabła i Beorhtric uzyskał większą samodzielność, ale w po paru latach następca Offy, Coenwulf, przywrócił pozycję Mercji i po 799 roku sytuacja Beorhtrika przypominała tę sprzed śmierci Offy. W późniejszych latach Asser pisał, że Beorhtric został przypadkowo otruty przez swoją żonę Eadburgę. Kronika anglosaska wspomina, że Beorhtric został pochowany w Wareham w 802 roku.